# Hyposmocoma calva
Hyposmocoma calva — вид моли эндемичного гавайского рода Hyposmocoma.

## Распространение
Встречается на острове Гавайи в районе Кона. Обитает на высоте 1300 м над уровнем моря.